# ENPPI
ENPPI Club (arabsky نادي إنبي) je egyptský fotbalový klub hrající v Egyptské Premier League. ENPPI (znamenající Engineering for the Petroleum and Process Industries) byl založen v roce 1978 půodně jako ropná společnost. Fotbalový klub byl založen o dva roky později v roce 1980. Do egyptské první ligy se poprvé dostal v sezoně 2002/03. Káhirský tým má sídlo ve čtvrti Nasr City a stadion Petro Sport Stadium pro 16 000 diváků ve čtvrti Nová Káhira.

## Ocenění
- Egyptský pohár: 2x

2005, 2011

## Účast v soutěžích CAF
- Liga mistrů CAF: 1x

2006 (Předkolo)
- Konfederační pohár CAF: 3x

2007 (První kolo)
2009 (Semifinále)
2012 (Druhé kolo)

## Významní hráči
- Ahmed Elmohamady
- Amr Zaki